# 리핑: 10개의 재앙
《리핑 - 10개의 재앙》(The Reaping)은 미국에서 제작된 스티븐 홉킨스 감독의 2007년 공포, SF, 스릴러 영화이다. 힐러리 스웽크 등이 주연으로 출연하였고 수잔 다우니 등이 제작에 참여하였다.

## 출연

### 주연
- 힐러리 스웽크

### 조연
- 데이비드 모리시
- 이드리스 엘바
- 윌리엄 랙스데일
- 안나소피아 롭

## 기타
- 공동제작: 리차드 미리쉬
- 미술: 그레이엄 그레이스 워커
- 의상: 제프리 커랜드
- Ass-PD: 케이트 가우드